# 云和公主
云和公主（1584年—1590年），名朱轩姝，明朝公主，明神宗次女，明恭宗的同母姐姐。母亲是郑贵妃。
公主生于万历十一年十一月乙巳（1584年1月9日），明神宗非常高兴，重赏众内阁辅臣，取光禄寺银十万两操办庆祝活动，又将她的母亲郑氏由德妃升为贵妃。
万历十七年十一月辛酉，云和公主病薨，年七岁，后和静乐公主、云梦公主、仙居公主三个异母妹妹以及同母妹妹灵丘公主一起葬在金山。